# Sophia von Ungarn
Sophia von Ungarn (* um 1050; † 18. Juni 1095) war Markgräfin von Istrien und Krain sowie Herzogin von Sachsen.

## Leben
Sophia war die Tochter des ungarischen Königs Béla I. aus dem Hause der Arpaden.
Markgraf Wilhelm IV. von Meißen war mit Sophia verlobt; als er sie heimholen wollte, starb er 1062. Sein Neffe Markgraf Ulrich I. von Weimar-Istrien-Krain sprang für ihn ein und ehelichte die Königstochter.
Nach Ulrichs Tod 1070 heiratete sie den Billunger Herzog Magnus von Sachsen († 1106).

## Nachkommen
Aus erster Ehe mit Ulrich I.:
- Ulrich II. († 1112) ⚭ vor 1102 Adelheid von Thüringen († 1146), Tochter von Graf Ludwig dem Springer, verstoßen
- Poppo II. († 1098) ⚭ Richgard/Richardis († um 1130), Tochter von Engelbert I. (Spanheim) († 1096)
- Richardis ⚭ Graf Otto II. von Scheyern († um 1110) – oder dessen Bruder Ekkehard I. von Scheyern?
- Walburga

Aus zweiter Ehe mit Magnus:
- Wulfhild († 29. Dezember 1126 in Altdorf, begraben in Weingarten), ⚭ Heinrich IX. der Schwarze, 1120 Herzog von Bayern (Welfen) († 1126)
- Eilika († 18. Januar 1142) ⚭ Otto von Ballenstedt († 9. Februar 1123), 1112 Herzog von Sachsen (Askanier)

## Schlüsselfigur
Sophia ist eine der Schlüsselfiguren des europäischen Hochadels: Ihre Mutter war Ryksa von Polen, ihre Großmutter Richeza (Polen), ihre Urgroßmutter Mathilde (Lothringen), ihre Ururgroßmutter Theophanu (HRR).
Zu ihren Urenkeln gehören u. a.: Friedrich Barbarossa, Heinrich der Löwe, Otto I. (Brandenburg), Bernhard III. (Sachsen), Otto I. (Bayern) und Berthold III. (Andechs), der Großvater der Heiligen Hedwig von Schlesien.